# Hyastenus gracilimanus
Hyastenus gracilimanus is een krabbensoort uit de familie van de Epialtidae. De wetenschappelijke naam van de soort is voor het eerst geldig gepubliceerd in 1994 door Yang & Dai.